# Antrophyum formosanum
Antrophyum formosanum là một loài dương xỉ trong họ Pteridaceae. Loài này được Hieron. mô tả khoa học đầu tiên năm 1915.